# La Permanence
Pour plus de détails, voir Fiche technique et Distribution.
La Permanence est un documentaire français réalisé par Alice Diop et sorti en 2016.

## Synopsis
Le docteur Geeraert, médecin généraliste, installé dans un bureau de l'hôpital Avicenne, à Bobigny, consulte deux fois par semaine et sans rendez-vous « des migrants dont les maux de tête ou de dos, comme les insomnies, trouvent le plus souvent leur origine dans la douleur de l'exil ».

## Fiche technique
- Titre : La Permanence
- Réalisation : Alice Diop
- Scénario : Alice Diop
- Photographie : Alice Diop
- Son : Clément Alline et Séverin Favriau
- Montage : Amrita David
- Production : Athénaïse
- Pays  :  France
- Genre : documentaire
- Durée : 96 minutes
- Date de sortie : France - 24 mars 2016[2]

## Distinctions

### Récompenses
- Prix de l'Institut français Louis-Marcorelles au festival Cinéma du réel 2016
- Étoile de la SCAM 2017

### Sélections
- Festival des cinémas d'Afrique du pays d'Apt 2016
- Festival Les Étoiles du documentaire 2017
- Festival Filmer le travail 2017
- Festival international de cinéma de Marseille 2017[3]